# Encyoposis brevistigma
Encyoposis brevistigma is een insect uit de familie van de vlinderhaften (Ascalaphidae), die tot de orde netvleugeligen (Neuroptera) behoort. 
Encyoposis brevistigma is voor het eerst wetenschappelijk beschreven door Esben-Petersen in 1931.